# 3hreeSixty

ThreeSixty標誌（2006年至2017年8月）

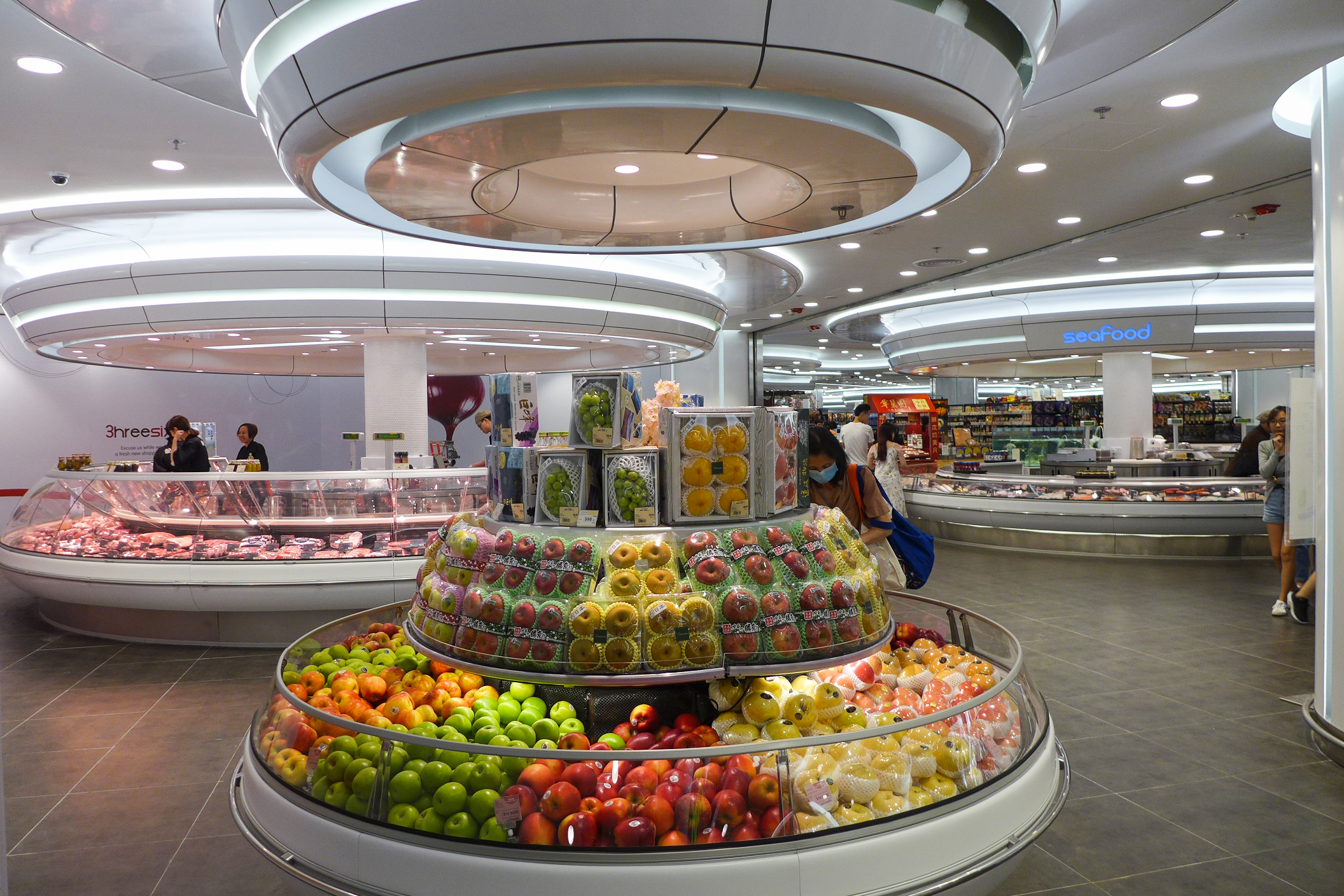
圓方旗艦店在2017年翻新後以白色作主調

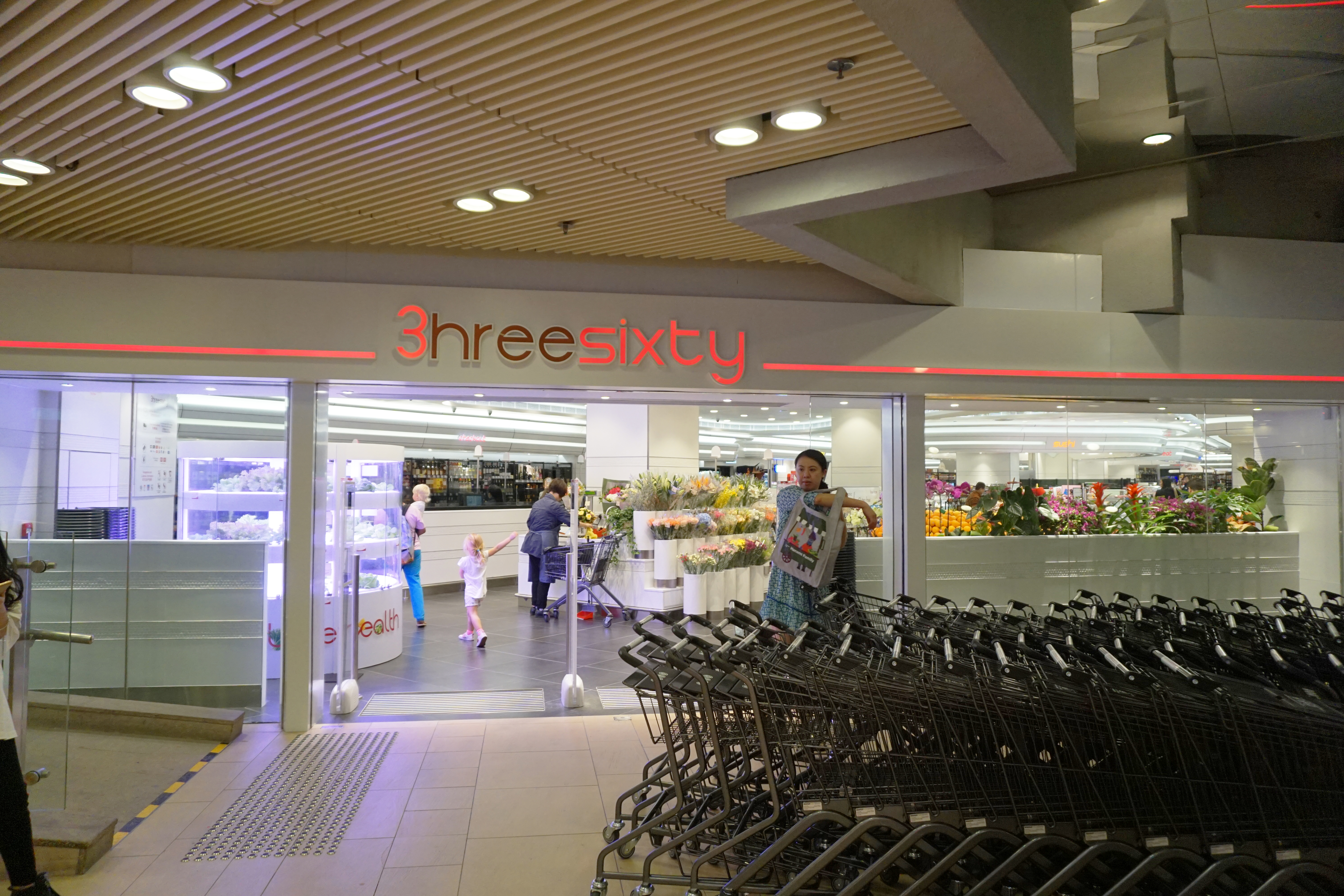
3hreeSixty於赤柱廣場分店

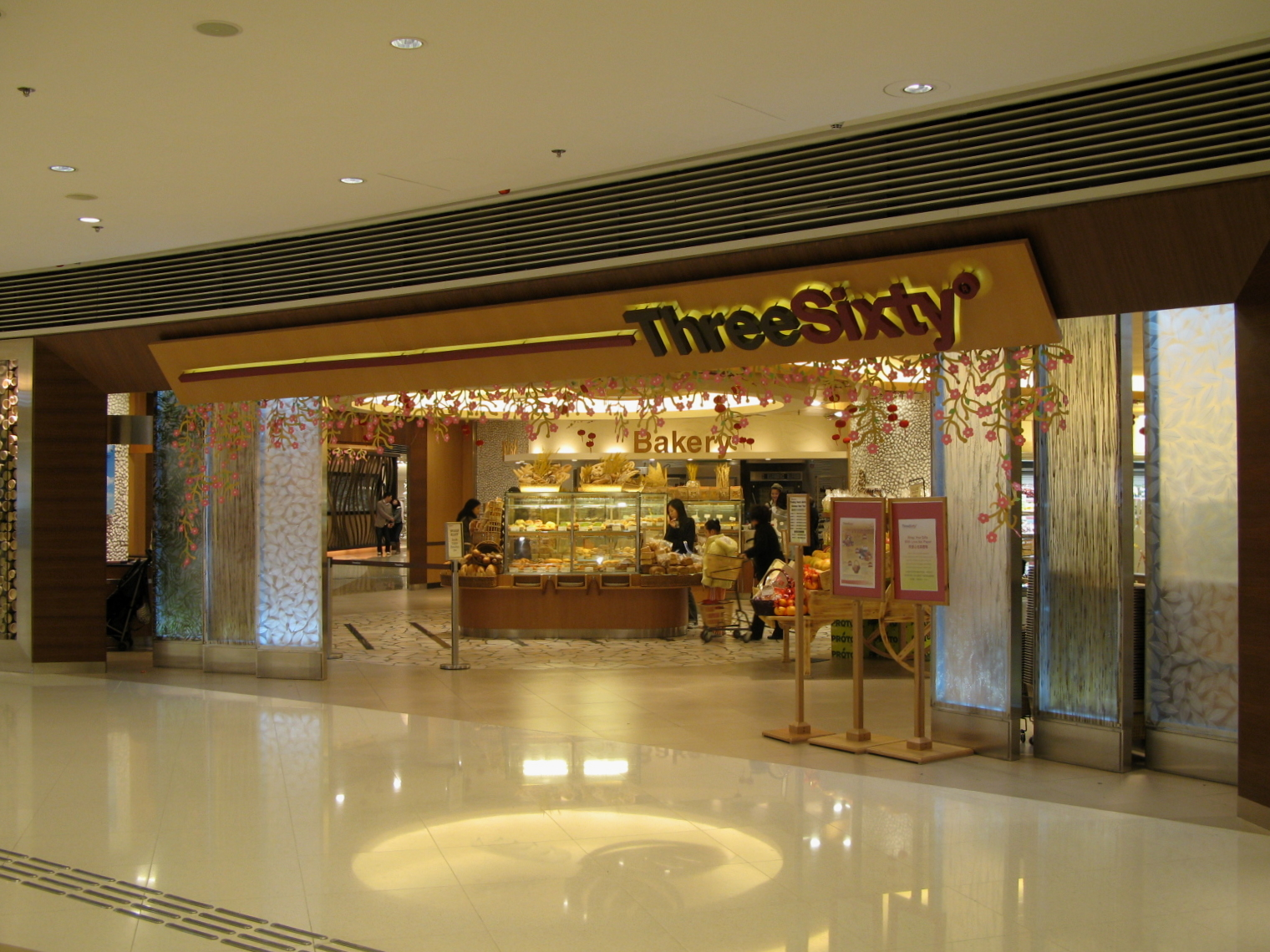
翻新前的圓方旗艦店

3hreeSixty（讀作「Three Sixty」，前稱ThreeSixty，意指「三·六十」，大寫「叄·陸拾」，阿拉伯數字「3-60」），是怡和集團旗下牛奶公司擁有的超級市場及美食廣場，主要出售及提供有機食品，是全亞洲首間以全有機食品為主題的超級市場，主要顧客對象是中產階層人士。此外，該超市為支持環保及可持續發展，減低對地球的破壞，主要使用環保建材及天然產品，更是全港首個無免費膠袋超市。

## 歷史
- 2006年11月20日，ThreeSixty於中環置地廣塲3樓及4樓開設首間分店。
- 2007年10月1日，ThreeSixty於港鐵九龍站上蓋商場圓方開設旗艦店，佔地33,000平方呎，成為全港最大的分店。
- 2017年8月，品牌名稱由ThreeSixty改名3hreeSixty。
- 2017年9月，赤柱分店開業，ThreeSixty圓方旗艦店翻新，唯面積縮細。

## 特色
3hreeSixty是全亞洲首間以全有機食品為主題的超級市場及美食廣場，店內主要出售有機食品、天然產品及對地球破壞較少商品的出售。由於此類商品是由外國直接採購，因此大部份商品價格略高，主要顧客對象是中產階層人士。
該為支持環保及可持續發展的概念，超市內的裝修採用了環保建材，而且店內所有冷藏櫃不含二氧化碳，減少排放溫室氣溫，超市更首度引入以可降解物料製造的膠袋。另外，自2006年12月最後一個無膠袋日開始，超市將不會向顧客供應免費膠袋，顧客如索取膠袋，每個需支付港幣0.5元，有關款項將捐給環境保護運動委員會作推廣環保之用，成為全港首個並無免費膠袋超市。

## 門市分佈
現時只有兩所分店︰
香港島
- 赤柱赤柱廣場2樓201-203號(2017年9月29日開幕，前身為百佳超級市場旗下Taste)

九龍
- 西九龍九龍站圓方1樓1090號舖

## 已結業門市
香港島
- 中環置地廣場3樓及4樓（於2013年2月25日結業）[1]

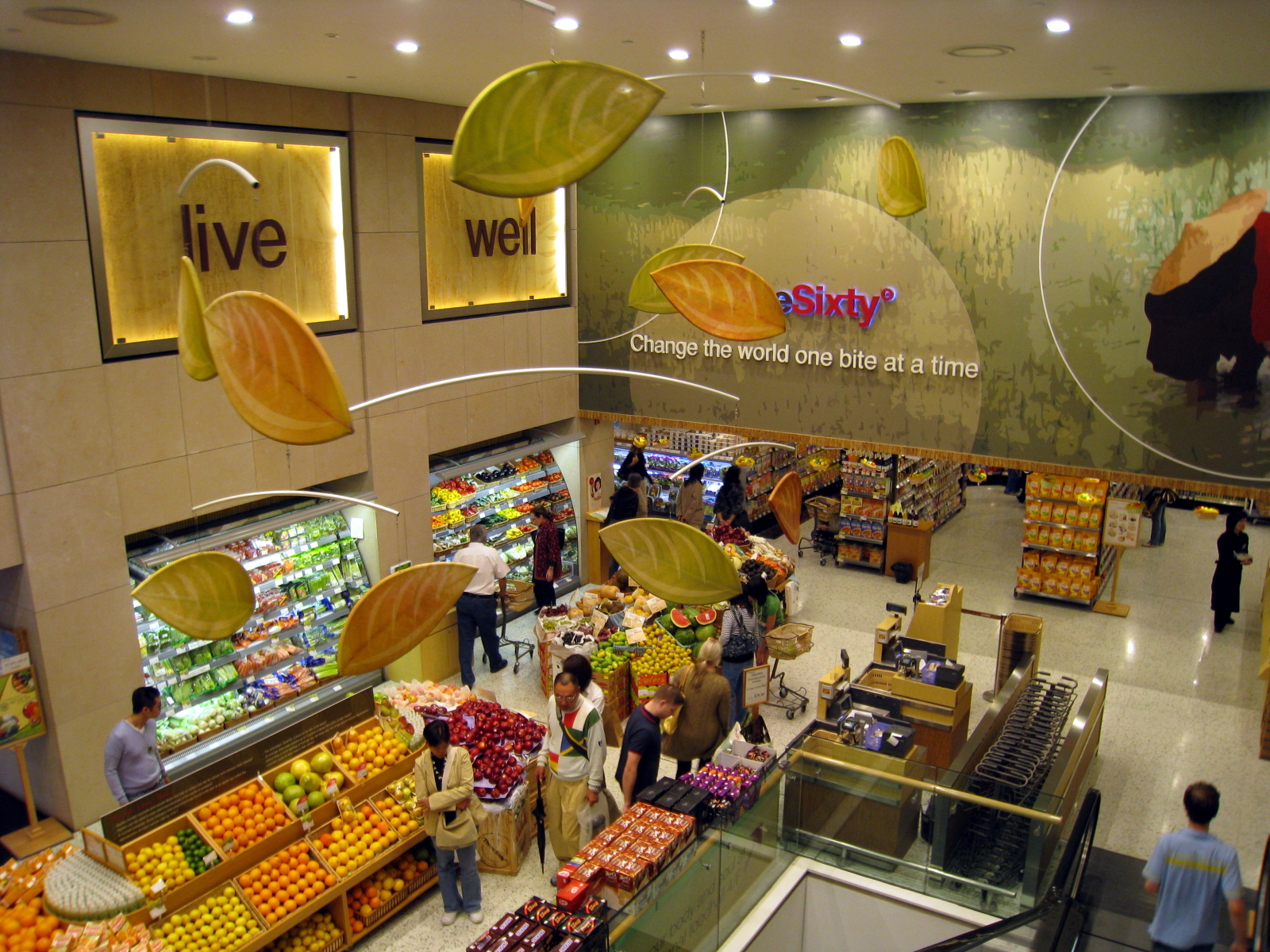
結業前的置地廣塲分店

新加坡
- ION Orchard4樓（2009年開業，2012年10月結業）

## 外部連結
- 3hreeSixty 官方網頁（页面存档备份，存于）
- 3hreeSixty的Facebook專頁